# Tanysiptera galatea
Tanysiptera galatea е вид птица от семейство Alcedinidae.

## Разпространение
Видът е разпространен в Индонезия, Палау и Папуа Нова Гвинея.